# 卡哥特科

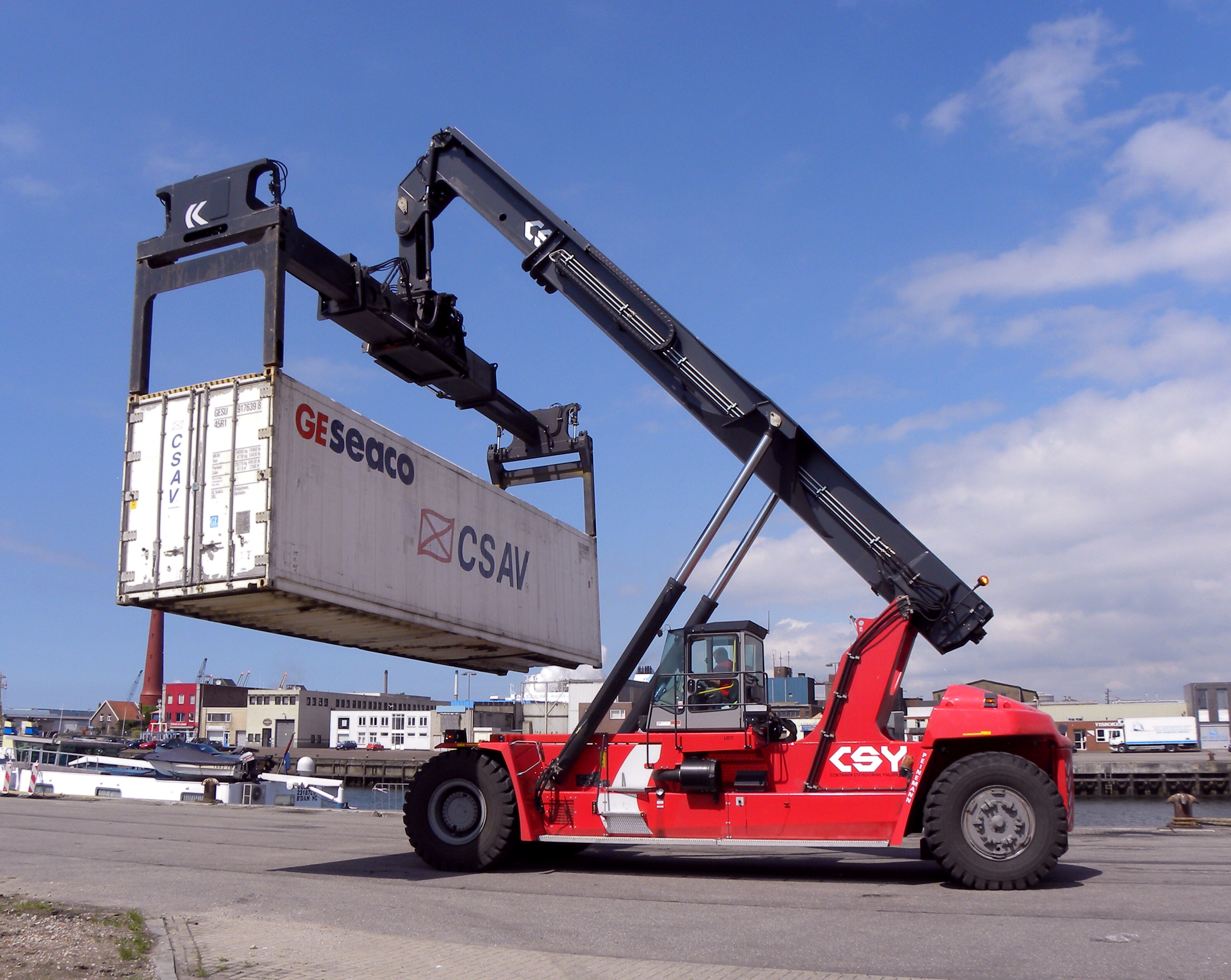
卡哥特科的Kalmar起重设备

卡哥特科（芬蘭語：Cargotec Oyj）是一家芬兰公司，为轮船、港口、货站和本地配送提供货运处理机械。公司成立于2005年，其时通力公司分拆为两个上市公司：卡哥特科及新的通力公司。
分拆之后，通力公司的集装箱处理业务（Kalmar Global）、负荷处理业务（HIAB）和海运货物处理业务（MacGregor）组合为卡哥特科。然而，卡哥特科内部的业务有着更为悠久的历史，并在之前的几十年内发生过一系列的公司合并及并购事件。
在2019年底，卡哥特科在100多个国家雇佣了约12,500个雇员。
卡哥特科的主要股权持有者为佩卡·赫尔林的遗产继承人。自2005年7月12日以来卡哥特科的董事长为伊尔卡·赫尔林。
2020年10月，卡哥特科与科尼宣布两家公司将合并，预计在2021年第四季度完成合并。